# Jóannes Dalsgaard
Jóannes Dalsgaard (født 26. juli 1940 i Skálavík) er en færøsk historiker og tidligere politiker (JF). Han var fisker 1956–[58, og har studentereksamen fra 1960. Uddannet cand.mag. i historie og fransk fra 1973, samt dr.phil. fra 1996. Adjunkt ved Føroya Studentaskúli og HF-skeið 1973–1974, rektor 1992–1993. Afdelingsleder ved Suðuroyar HF-skeið 1974–1980, landsarkivar på Færøernes Landsarkiv 1980–1992 og 1993–1998, afdelingschef i det færøske kulturministerium fra 1998. Medlem af Nordisk Råd 1991–1992 og Nordisk Kulturfond 1995–2004.
Dalgaard sad i Lagtinget for Suðurstreymoy 1980–1988, og mødte fast for Atli Dam 1991–1992. Han var svoger til Pauli Ellefsen og Svend Aage Ellefsen.